# Слов'яноамериканці
Слов'яноамериканці (англ. Slavic Americans) — американці слов'янського походження.

## Східнослов'янські американці
- / Білоруси в США
- Росіяни в США
- Американські русини
- Українці у США

## Південнослов'янські американці
- Боснійці в США
- Болгари в США
- Хорвати у США
- Македонці в США
- Чорногорці в США
- Серби в США
- Словенці в США

## Західнослов'янські американці
- Чехи в США
- Кашуби в США
- Поляки в США
- Сілезці в США
- Словаки в США
- Серболужичани в США

## Місцеві громади з великим слов'янським населенням, упорядковані за відсотком

### Болгарські[1]
- Баудон (Джорджія) 2,7%
- Розмонт (Іллінойс) 2,7%
- Пойнт-Реєс-Стейшен (Каліфорнія) 2,3%
- Крозет (Вірджинія) 2,1%
- Шиллер-Парк (Іллінойс) 1,8%

### Хорватські[2]
- Бессемер (Пенсильванія) 9,5%
- Еллсворт (Пенсільванія) 7,1%
- Емпайр (Луїзіана) 6,8%
- Версаль (Пенсільванія) 6,7%
- Браддок-Гіллс (Пенсільванія) 5,8%

### Чеські[3][4]
- Конвей (Північна Дакота) 55,2%
- Манден (Канзас) 46,8%
- Вест (Техас) 40,9%
- Тауншип Оук-Крік, Сондрес, Небраска 38,2%
- Вілбер (Небраска) 37,3%

### Російські[5][6]
- Ніколаєвськ (Аляска) 67,5%
- Пайксвілл (Меріленд) 19,30%
- Рослін-Істейтс (Нью-Йорк) 18,60%
- Г'юлет-Гарбор (Нью-Йорк) 18,40%

### Польські[7][8][9][10]
- Пулавскі (тауншип, Мічиган) 65,7%
- Поузен (тауншип, Мічиган) 65,4%
  - Поузен (Мічиган) 56,1%
- Шарон (Вісконсин) 53,7%
- Бевент (Вісконсин) 52,7%
- Слоун (Нью-Йорк) 46,8%

### Сербські[11]
- Експорт (Пенсільванія) 6,2%
- Мідленд (Пенсільванія) 5,8%
- Індастрі (Пенсільванія) 4,5%
- Огайовілл (Пенсільванія) 3,7%
- Вілмердінг (Пенсільванія) 3,7%

### Українські[12]
- Касс Тауншип (Пенсильванія) 14,30%
- Белфілд (Північна Дакота) 13,60%
- Гулич Тауншип (Пенсильванія) 12,70%
- Гілбертон (Пенсільванія) 12,40%
- Вілтон (Північна Дакота) 10,30%